# كيفن جير
كيفن جير (بالإنجليزية: Kevin Geer)‏ مواليد 7 نوفمبر 1952 في رينو، الولايات المتحدة - الوفاة 25 يناير 2017 في مانهاتن، الولايات المتحدة، هو ممثل أمريكي بدأ مسيرته الفنية سنة 1975. امتدت مسيرته الفنية لأكثر من 42 عاما.

## أعماله
- المنافس (فيلم 2000)
- قضية البجع (فيلم)
- الرجال الذين يحدقون في الماعز
- رجل عصابة أمريكي (فيلم)

## روابط خارجية
- كيفن جير على موقع IMDb (الإنجليزية)
- كيفن جير على موقع قاعدة بيانات برودواي على الإنترنت (الإنجليزية)
- كيفن جير على موقع قاعدة بيانات الفيلم (الإنجليزية)